# جسی والینگفورد
جسی والینگفورد (انگلیسی: Jesse Wallingford; ۲۵ ژانویهٔ ۱۸۷۲ – ۶ ژوئن ۱۹۴۴) ورزشکار اهل بریتانیا بود.
وی در مسابقات کشوری و بین‌المللی در مجموع برندهٔ ۱ مدال برنز شده‌است.